# Chlorissa laeta
Chlorissa laeta là một loài bướm đêm trong họ Geometridae.